# Цекало, Александр Евгеньевич
Алекса́ндр Евге́ньевич Цека́ло (укр. Олександр Євгенович Цекало; род. 22 марта 1961, Киев, Украинская ССР, СССР) — советский и российский шоумен, телеведущий, актёр, певец, режиссёр, сценарист и продюсер. Основатель и генеральный продюсер продюсерской компании «Среда» с 2008 года.
Младший брат советского и украинского актёра Виктора Цекало.

## Биография

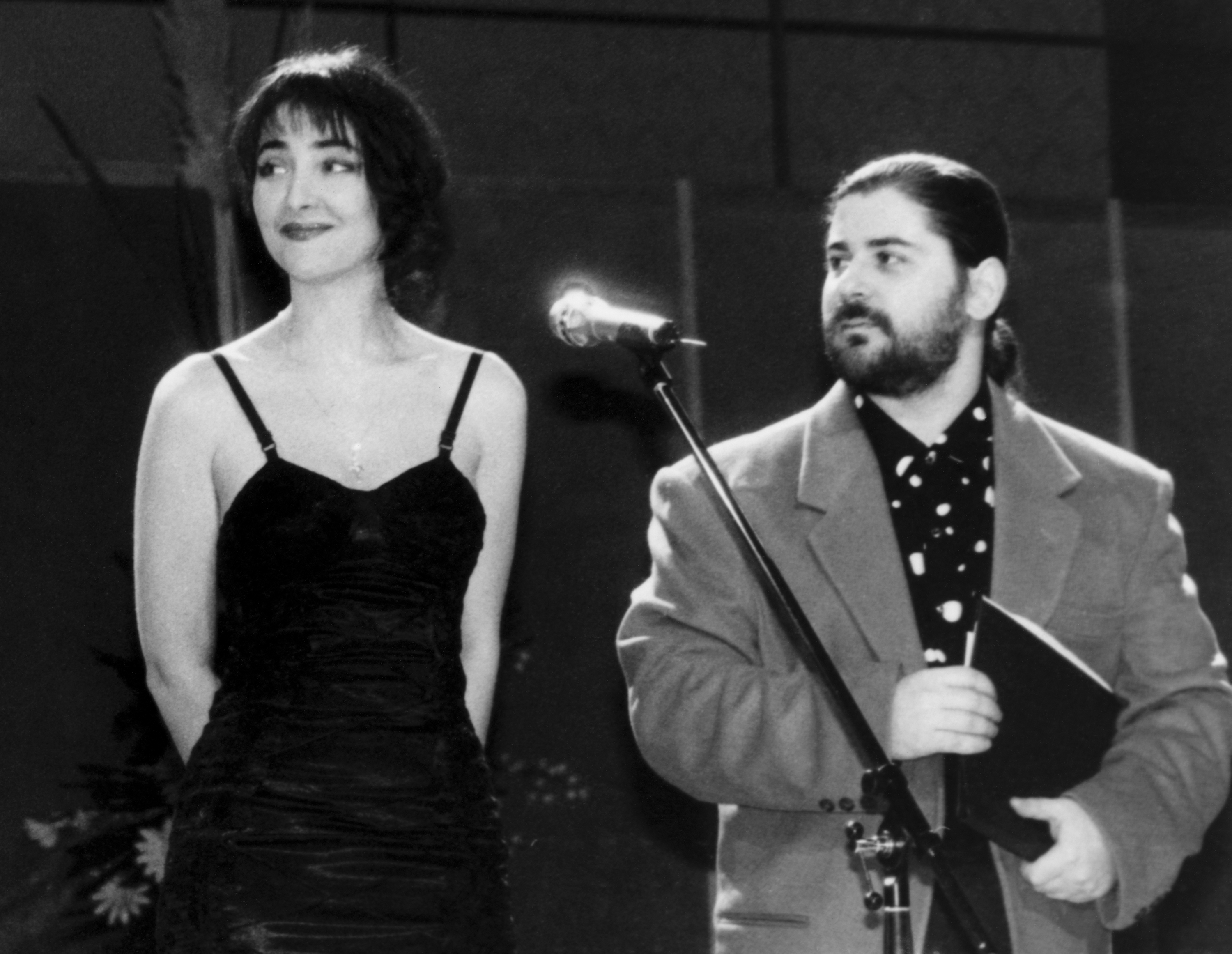
Кабаре-дуэт «Академия», 1992 год

Родился 22 марта 1961 года в Киеве, в семье инженеров-теплоэнергетиков Евгения Борисовича Цекало (11 марта 1931 — май 2007) и Елены Леонидовны Волковой (24 марта 1933—2004). Отец — украинец, мать — еврейка. Старший брат — Виктор Цекало, украинский актёр.
Научившись играть на гитаре и фортепиано, уже в школьные годы пробовал себя в концертной деятельности, создав группу «ОНО», также участвовал в театральных постановках.
После окончания Киевской школы № 89 с углублённым изучением английского языка в 1978 году Цекало поступил на заочное отделение Ленинградского технологического института целлюлозно-бумажной промышленности, параллельно с учёбой работал в Киеве слесарем-наладчиком и играл в самодеятельном театре.
Создав в 1979 году квартет «Шляпа», по приглашению Киевского эстрадно-циркового училища вместе с другими участниками квартета поступил на второй курс. В 1982 году экстерном окончил Ленинградский технологический институт целлюлозно-бумажной промышленности, работал в химической лаборатории, затем освоил профессии монтировщика сцены в Киевском театре эстрады и осветителя.
Окончив в 1985 году училище, начал работать в Одесской филармонии, затем со своей первой женой Алёной Шиферман в одесском Театре эстрады «Шарж» у Ильи Ноябрёва, вместе с которым написал несколько интермедий.
Представив квартет «Шляпа» редактору Главной редакции музыкальных программ Гостелерадио СССР Марте Могилевской, добился прохождения художественного совета во главе с Микаэлом Таривердиевым. Затем Главная редакция программ для детей ЦТ отправила в Киев съёмочную группу программы «До 16 и старше…» для создания сюжета о коллективе, после чего Цекало вместе с другими участниками квартета начал сотрудничать с редакцией как приглашённый артист, сценарист и композитор.
В 1985 году вместе с Лолитой Милявской Цекало образовал кабаре-дуэт «Академия», а в 1989 году они приехали в Москву. Дуэт выступал на эстраде, в клубах и ресторанах, а к середине 1990-х годов «Академия» стала одним из самых популярных ансамблей.
По собственному признанию, параллельно с эстрадной карьерой в 1990-х годах занимался политтехнологиями, в частности, в 1991 году помог руководителю французского курортного города Каро победить на выборах мэра коммуны (группа маленьких городов, подобных Каро).
В 1997 году вместе с Лолитой Милявской стал вести программу «Доброе утро, страна!», которую он впоследствии, как автор и сценарист передачи, продал украинскому каналу «1+1», там же и познакомился с его основателем Александром Роднянским.
До распада кабаре-дуэта «Академия» в 2000 году принимал участие в ряде телевизионных проектов, в том числе популярной серии музыкальных фильмов «Старые песни о главном» (сыграл в третьей и четвёртой частях, а также выступил режиссёром, сценаристом и ведущим концертной версии телепроекта), озвучивал фильм «Частные хроники. Монолог».
В 2000 году Александр Цекало сыграл главную роль в фильме Тиграна Кеосаяна «Ландыш серебристый», для которого он написал и исполнил песню «История». В 2007 году данная композиция была исполнена Филиппом Киркоровым и вошла в его альбом «For You».
С 2001 по 2002 год был исполнительным продюсером мюзикла «Норд-Ост», затем — генеральный продюсер компании «Русский мюзикл», режиссёр-постановщик мюзикла «12 стульев».
С лета 2002 года по 2005 год занимал пост исполнительного продюсера развлекательных программ департамента собственного производства телеканала СТС. С 2005 по 2006 год — генеральный продюсер СТС. С 1 августа 2006 года по 1 июня 2007 года — директор департамента производства развлекательных программ СТС. По данным портала «Sostav.ru», был уволен после конфликта с генеральным директором канала Александром Роднянским: последний был недоволен тем, что Цекало, будучи штатным сотрудником СТС, работал ведущим музыкального конкурса «Две звезды» на «Первом канале», в то время как самого Цекало не устраивали предложенные ему финансовые условия. По словам самого Цекало, он ушёл с канала по собственному желанию, что также подтверждает его бывший коллега по СТС Вячеслав Муругов, а ведущим шоу «Две звезды» Цекало стал после того, как генеральный директор «Первого канала» Константин Эрнст договорился об этом с Роднянским.
С 2005 по 2015 год — издатель и главный редактор журнала о сигарах «Hecho a mano».
С 2006 по 2014 год и в 2017 году — ведущий «Первого канала» («Две звезды», «Минута славы», «Большая разница», «Прожекторперисхилтон»). С 25 июня 2007 года по 30 июля 2008 года — заместитель генерального директора, директор дирекции спецпроектов «Первого канала».
С 2008 года — генеральный продюсер и совладелец продюсерской компании «Среда». Компания занимается производством художественных фильмов и сериалов, ранее выпускала развлекательные телепрограммы.
В 2013 году дебютировал в качестве журналиста, взяв интервью у стендап-комика Эдди Иззарда для журнала «Time Out», директора дирекции кинопоказа «Первого канала» Сергея Титинкова и генерального продюсера ТНТ Александра Дулерайна для журнала «GQ» и у своей свояченицы — певицы Веры Брежневой — для журнала «Interview».
В 2016 году оказался первым российским продюсером, кому удалось продать свой сериал — «Мажор» — крупнейшему в мире американскому онлайн-кинотеатру «Netflix». В 2017 году продал данной компании ещё пять сериалов: «Фарца», «Метод», «Саранча», «Sпарта» и «Территория».
В 2017 году при содействии телеканала «ТВ-3» стал первым продюсером России, кто выпустил свой сериал — «Гоголь» — в кинопрокат.
В 2018 году стал ментором образовательной программы «Showrunner» в Московской школе кино.
Кроме того, выступал как режиссёр-постановщик творческих вечеров Игоря Крутого (также являлся сценаристом и ведущим), фестиваля «Кинотавр» (также являлся ведущим), премии «Серебряная калоша» (также являлся ведущим), сольных концертов Анжелики Варум (также снял клип на песню «Человек-свисток») и Алсу (также принимал участие в подготовке Алсу к конкурсу «Евровидение», где певица заняла второе место).
Помимо этого, являлся художественным руководителем церемонии награждения премии «ТЭФИ 2006», в качестве натурщика участвовал в авангардной выставке художников Дмитрия Врубеля и Виктории Тимофеевой «Оргия гуманизма», выступал ведущим премии «Бриллиантовая шпилька», концертной версии телепроекта СТС «Ленинградский Stand-Up Клуб», премии журнала «Собака.ru» «ТОП 50. Самые знаменитые люди Петербурга» и свадьбы балерины Анастасии Волочковой и бизнесмена Игоря Вдовина.
Совместно с Иваном Ургантом владеет рестораном «The Сад» в Москве на Якиманской набережной, также в конце 2010 года совместно с Алексеем Боковым и Александром Орловым открыл ресторан «Chichibio», однако спустя полгода после открытия отказался от участия в нём, так как сиенская кухня ресторана не пользовалась спросом, а попытки переформатировать заведение успехом не увенчались.

## Общественная позиция
В 1996 году вместе с Лолитой вёл концерты «Голосуй, или проиграешь» в поддержку кандидата в президенты РФ Бориса Ельцина.
В 2012 году выступил продюсером флешмоба в поддержку кандидата в президенты РФ Владимира Путина.
О своих религиозных взглядах говорит так: «Я уважающий все конфессии атеист».

## Личная жизнь
- Первая жена — Алёна Шиферман, солистка ансамбля «Шляпа»[74].
- Вторая жена — Лолита Марковна Милявская (род. 14 ноября 1963), брак был официально зарегистрирован на заре распада кабаре-дуэта «Академия» в 1999 году с целью оформить на Цекало дочь Лолиты Еву (род. 3 ноября 1999[75])[76], зачатую от другого мужчины[77][78], развелись спустя три месяца в 2000 году.
- Третья жена — Виктория Викторовна Галушка (род. 22 декабря 1984) (младшая сестра певицы и телеведущей Веры Брежневой), их свадьба была непубличной и состоялась в январе 2008 года, об этом знали лишь несколько друзей[79][80]. Непубличным стал и развод: брак продлился до 2018 года, однако только в январе 2019 года Александр официально подтвердил развод с Викторией[81].
  - дочь Александра Цекало (род. 31 октября 2008)[82][83].
  - сын Михаил Цекало (род. в конце сентября 2012 года)[84][85].
- Четвёртая жена — Дарина Эрвин (ур. Сапарова, род. 18 июня 1991[86]) — модель, актриса, художница в стиле ню, родилась в Казахстане, живёт в США, отец — казах[87], мать — русская[88]. Отношения начались в 2018 году, они были помолвлены[89], и в начале 2019 года их брак был зарегистрирован в Беверли-Хиллз[90]. 26 ноября 2024 года СМИ сообщили о возможном разводе Цекало с Дариной, однако официальный развод никто не подтвердил[91].

## Происшествия
В 2004 году от дома 5 на набережной Тараса Шевченко был украден автомобиль Александра Цекало — «Mercedes-С-430-4М», стоимость которого была оценена в три миллиона рублей.
В 2005 году по дороге в Зимний театр в Сочи, где должна была проходить церемония открытия фестиваля «Кинотавр», произошло столкновение автомобиля, в котором сидел Александр Цекало, с машиной, прорвавшейся сквозь оцепление. Несмотря на аварию, Цекало не пострадал, вышел из машины, прихрамывая, но провёл церемонию, которую не задержали ни на минуту.
В 2008 году Александр Цекало стал жертвой разбойного нападения, злоумышленники ограбили дом Александра в посёлке Глухово Красногорского района, а самого Цекало связали. Преступники были пойманы осенью 2009 года.

## Музыкальная карьера
В 14 лет решил заработать на первую электрогитару, чтобы научиться играть и нравиться девушкам, подрабатывал почтальоном, заработал за 2 месяца на гитару и усилитель, был участником школьной группы «Оно», пели песни группы «The Beatles».
Предпочитает бас-гитару (что можно заметить, например, в передаче «Прожекторперисхилтон»).
- 1986—2000 — Кабаре-дуэт «Академия»: основатель, исполнитель, автор музыки и слов песен[10], режиссёр концертов[97]
  - 1992 — Маленький переворот (винил)
  - 1994 — Небальные танцы
  - 1995 — Хочешь, но молчишь
  - 1995 — Маленький переворот (CD)
  - 1997 — Свадьба
  - 1998 — Отпечатки пальчиков
  - 1999 — Ту-ту-ту, на-на-на
- Мюзиклы
  - 2001 — Мюзикл «Норд-Ост»: продюсер
  - 2003 — Мюзикл «12 стульев»: продюсер, режиссёр-постановщик. Соавтор Цекало — поэт Александр Вулых — в своём интервью газете «Новый взгляд» признался[98]:

Я уже написал мюзикл «12 стульев». Он был весьма популярен, но, прожив восемь месяцев на сцене МДМ в режиме ежедневного показа, оказался финансово убыточным. Я не согласен с тем, что мюзикл никогда не приживётся у нас в стране. Просто это особый жанр, который требует работы высокопрофессиональных людей, хорошо знающих его специфику. В нашем случае продюсер и режиссёр таковыми не являлись.

## Телевизионная карьера
| Продюсер, автор идеи и актёр - 2021 — «Алиби» (Первый канал) — камео (6, 14 серии) Продюсер и автор идеи - 2019 — «Гоголь» (ТВ-3) Продюсер и сценарист - 2015 — «Фарца» (Первый канал) Продюсер и актёр - 2012—2016/2018 — «Обратная сторона Луны» (Первый канал, Yle Teema, Пятница!) — Тимофей Никанорович, строитель «Дома-2» (сезон 2: серия 1) - 2015—2021 — «Метод» (Первый канал) — Владимир, «праздничный убийца» (сезон 1: серии 1-2; сезон 2: серия 16) Продюсер - 2013 — «Супер-Макс» (СТС) - 2014—2022/2023 — «Мажор» (Первый канал, Кинопоиск) - 2015 — «Лучше не бывает» (Первый канал) - 2016 — «Клим» (Первый канал) - 2016 — «Саранча» (Первый канал) - 2017 — «Дом фарфора» (Россия-1) - 2017 — «Троцкий» (Первый канал) - 2018 — «Лачуга должника» (Россия-1) - 2018 — «Секретарша» (Первый канал) - 2018 — «Sпарта» (Первый канал) - 2019 — «Коп» (Первый канал) - 2020 — «Про Веру» (Первый канал) - 2020—2022 — «Триггер» (ВКонтакте, Первый канал, Кинопоиск) - 2020—2022/2024 — «Заступники» (Первый канал, IVI, Кино1ТВ, ТВ Центр) - 2022 — «Серебряный волк» (Первый канал) - 2022/2023 — «Спроси Марту» (IVI, Кинопоиск, Первый канал) - 2022/2024 — «Порт» (Wink, Кинопоиск, Дом кино Премиум) - 2022/2024 — «Русалки» (Wink, Кинопоиск, Наше мужское) - 2022/2024 — «Детективный синдром» (Wink, Кинопоиск, Дом кино Премиум) - 2022—2023/2024 — «Актёр» (Wink, Кинопоиск, Дом кино Премиум) - 2022—2023/2024 — «Территория» (Wink, Кинопоиск, ОТР) - 2024 — «Чеболь против детектива» (SBS) Актёр - 1995 — «Кабаре „Маски-Шоу“» (УТ-2) — камео - 1997 — «Дела смешные — дела семейные» (НТВ) — банкир - 2004—2005 — «Осторожно, Задов! или Похождения прапорщика» (СТС) — Ольга Ивановна (пилотная серия), скульптор (сезон 2: серия 1), Саша (сезон 2: серии 2, 4-5) - 2004 — «33 квадратных метра» (сезон 5: серия 12 «Опиум для народа») (СТС) — отец Алоизий, проповедник - 2004 — «Спецназ по-русски 2» (СТС) — агент Алекс - 2005 — «Ландыш серебристый 2» (НТВ) — Лёва Болотов - 2005 — «Моя прекрасная няня» (серия 60 «Слово — не воробей») (СТС) — слепой - 2006 — «Кто в доме хозяин?» (серия 1 «Его звали Никита») (СТС) — Гоша, начальник Дарьи Пироговой Продюсер, автор идеи и актёр - 2004 — «Ночь в стиле Disco» (СТС) — султан - 2005 — «Ночь в стиле детства» (СТС) — Кролик Продюсер и автор идеи - 2005 — «По волне моей памяти» (СТС) Продюсер - 2004 — «Али-Баба и сорок разбойников» (СТС) Актёр - 1996 — «Умереть от счастья и любви» (РТР) — Малюта Скуратов - 1996 — «Карнавальная ночь 2» (РТР) — камео - 1997 — «Старые песни о главном 3» (ОРТ) — немецкий посол - 2000 — «Старые песни о главном. Постскриптум» (ОРТ) — жених - 2003 — «Осторожно, Модерн! 2004» (СТС) — царь - 2008 — «Красота требует…» (Первый канал) — лётчик | Продюсер, автор идеи, ведущий и актёр - 2008—2014 — «Большая разница» (Первый канал) — няня Пушкина (34-й выпуск), камео (70-й выпуск) Продюсер, автор идеи и ведущий - 2007 — «Игры разума» (СТС) - 2009—2013, 2015 — «Большая разница (Украина)» (ICTV, 1+1, Интер, Zoom) - 2010—2012 — «Большая разница в Одессе» (Первый канал) - 2010 — «Большая разница (Беларусь)» (Первый национальный канал) - 2011 — «Большая разница (Казахстан)» (Первый канал «Евразия») Продюсер, автор идеи и актёр - 2010 — «Дураки, дороги, деньги» (РЕН ТВ) — камео (3-й выпуск) Продюсер и автор идеи - 2003—2005 — «Утро с Киркоровым» (СТС) - 2004—2007 — «Хорошие шутки» (СТС) - 2006—2007 — «Настроение с Евгением Гришковцом» (СТС) - 2008 — «Поющая компания» (ТВ Центр) - 2009—2011 — «Чета Пиночетов» (НТВ) Продюсер, сценарист и ведущий - 2017 — «Прожекторперисхилтон» (Первый канал) Продюсер, ведущий и актёр - 2006—2007 — «Слава Богу, ты пришёл!» (СТС) — беременный мужчина (15-й выпуск), Санчо Панса (25-й выпуск) Продюсер и ведущий - 2002—2003 — «Свидание вслепую» (СТС) - 2002 — «Комедийный клуб „Полшестого“» (СТС) - 2004—2007 — «Хорошие песни» (СТС) - 2006 — «Ты — супермодель» (СТС) (3 сезон) - 2007—2008 — «Стенка на стенку» (Первый канал) - 2011 — «Шоу ни бе ни ме нехило» (Первый канал) - 2014 — «Кабаре без границ» (Первый канал) Продюсер и актёр - 2009—2010 — «Южное Бутово» (Первый канал) — отец подруги Дмитрия (6-й выпуск) - 2010 — «Евро-2012» (ICTV) — Марк Аркадьевич - 2011—2012 — «Нонна, давай!» (Первый канал) — камео (1-й выпуск) Продюсер - 2002 — «Большой Куш» (СТС) - 2003 — «Супер!» (СТС) - 2003—2007 — «Истории в деталях» (СТС) - 2003 — «Поколение СТС» (СТС) - 2004 — «„Тату“ в Поднебесной» (СТС) - 2004—2006 — «Ты — супермодель» (СТС) - 2004—2007 — «Жизнь прекрасна» (СТС) - 2005 — «В субботу вечером» (СТС) - 2005 — «Скрытая камера» (СТС) - 2006—2007 — «6 кадров» (СТС) - 2007 — «Галилео» (1-3 выпуски) (СТС) - 2008/2010 — «Маршрутка» (РЕН ТВ/ Пятый канал) - 2009 — «Рубик Всемогущий» (Первый канал) - 2011 — «Хвилина для перемоги» (Украина) - 2012 — «Жить будете!» (Украина, РЕН ТВ) - 2013—2014 — «Супергерои» (Пятница!) Автор идеи, сценарист и ведущий - 1997—2002 — «Доброе утро, страна!» (РТР) Сценарист и композитор - 1986—1988 — «Отчего и почему?» (Первая программа ЦТ) Сценарист и ведущий - 1991 — «Новогодняя ночь. Избранное» (1-й канал Останкино) - 1993 — «TV пицца» (МТК) - 1994 — «Академия» (1-й канал Останкино) - 1995—1996 — «Утренняя почта» (ОРТ) - 2008—2012 — «Прожекторперисхилтон» (Первый канал) Сценарист - 1986 — «АБВГДейка» (Первая программа ЦТ) - 1986 — «Будильник» (Первая программа ЦТ) Ведущий - 1991 — «Финал конкурса „50х50“ в БСА „Лужники“» (1-й канал Останкино) - 1992 — «Хит-парад „Останкино“» (1-й канал Останкино) - 1993—1995 — «Москва — Ялта — Транзит» (1-й канал Останкино/ ОРТ) - 1 апреля 1997 — «Угадай мелодию» (ОРТ, в первом туре) - 1999, 2008—2011 — «Новогодняя ночь на ОРТ/ Первом канале» (ОРТ/ Первый канал) - 2001—2002 — «Алчность» (НТВ) - 2005 — «Мисс Краснодар» (СТС-Кубань) - 2005—2006, 2010, 2014 — «GQ. Человек года» (СТС) - 2006, 2008 — «Две звезды» (Первый канал) - 2006 — «Мисс Россия» (Первый канал) - 2007—2008 — «Пять звёзд» (Первый канал) - 2007 — «Юмор года» (Первый канал) - 2008 — «Легенды Ретро FM 2007» (Первый канал) - 2008 — «Минута славы» (Первый канал) - 2008 — «Проводы Старого года» (Первый канал) - 2009 — «Новые песни о главном» (Первый канал) - 2010 — «Золотой граммофон» (Первый канал) - 2011 — «20 лучших песен» (Первый канал) - 2011 — «Юрию Никулину — 90. Юбилейный вечер» (Первый канал) - 2012 — «Мисс Украина» (Интер) Комментатор - 2004 — «American Music Awards 2003» (СТС) Актёр - 1997 — «Шоу долгоносиков» (выпуск «Музичні мутанти. Часть 2-я») (1+1) — камео - 2010 — «Comedy Club» (202-й выпуск) (ТНТ) — камео - 2013 — «ХБ» (9-й выпуск) (ТНТ) — камео |

## Веб-контент

### Сериалы
Продюсер и автор идеи
- 2020 — наст.вр. — «Последний министр» (Кинопоиск HD/ Кинопоиск)[180]

Продюсер и актёр
- 2020—2021 — «Проект „Анна Николаевна“» (Кинопоиск HD)[181] — камео (сезон 1: серия 2)

Продюсер
- 2020 — «Последствия»[182] (Okko)
- 2020 — «Просто представь, что мы знаем»[183] (Кинопоиск HD)
- 2020 — «Шерлок в России»[184] (Start)
- 2021—2022 — «Секреты семейной жизни»[185] (Kion)
- 2021 — «Хрустальный»[186] (Kion)
- 2021 — «Пищеблок»[187] (Кинопоиск HD)[188]
- 2021 — «Коса»[189] (Kion)
- 2021—2023 — «Контакт» (Premier)
- 2022 — «Бег улиток» (Kion)[190]
- 2022 — «Нулевой пациент»[191] (Кинопоиск)
- 2022 — «Химера»[192] (Иви)
- 2022 — «Переговорщик»[193][194] (Kion)
- 2022 — «Замёрзшие» (Иви, Okko)[195]
- 2023 — «Райцентр» (Иви)[196]
- 2023 — «Разрешите обратиться»[197] (Иви)
- 2023 — «Лада Голд»[198] (Иви[199])
- 2024 — «Золотое дно»[200] (Иви)
- 2024 — «Трасса» (Okko)[201]
- 2024 — «Лихие»[202] (Okko, Start)[203]
- 2025 — «Аутсорс» (Okko)[204]
- 2025 — «Улица Шекспира»[205] (Okko)[206]

Актёр
- 2012 — «Кушать продано» (3-я серия) (YouTube) — камео[207]

### Программы
Продюсер и ведущий
- 2020 — «#СериаList» (Instagram)

## Кинокарьера
Продюсер и автор идеи
- 2017 — «Гоголь. Начало»[208]
- 2018 — «Гоголь. Вий»[209]
- 2018 — «Гоголь. Страшная месть»[210]

Продюсер и актёр
- 2012 — «Zолушка»[211] — Сергей, муж Агнии
- 2021 — «Бендер: Начало»[212] — Марк Сагалович[213]
- 2021 — «Бендер: Золото империи» — Марк Сагалович[214]

Продюсер и актёр озвучивания
- 2019 — «День до» — счастливый электрик

Продюсер
- 2008 — «День радио»[215]
- 2009 — «Диагноз: любовь»
- 2010 — «О чём говорят мужчины»[216]
- 2011 — «О чём ещё говорят мужчины»[217]
- 2014 — «В спорте только девушки»
- 2015 — «Саранча»[218]
- 2015 — «Переводчик»
- 2018 — «Килиманджара»[219]
- 2021 — «Мажор. Фильм»[220][221]
- 2021 — «Скажи ей»[222][223]
- 2021 — «Бендер: Последняя афера»
- 2022 — «Мажор в Сочи»[224][225]

Актёр
- 1991 — «Тень, или Может быть, всё обойдётся» — певец на пляже
- 1992 — «А спать с чужой женой хорошо?!» — Тонино, итальянец
- 1999 — «Не все дома» — муж
- 2000 — «Ландыш серебристый» — Лёва Болотов

Актёр озвучивания
- 1999 — «Частные хроники. Монолог» — закадровый текст от лица главного героя
- 2008 — «Девственность» — закадровый текст[226]

Актёр дубляжа
- 2005 — «Мадагаскар» — жираф Мелман[227]
- 2007 — «Лови волну!» — Реджи Беллафонте[228]
- 2008 — «Мадагаскар 2» — жираф Мелман[229]
- 2009 — «Рождественский Мадагаскар» — жираф Мелман[230]
- 2012 — «Мадагаскар 3» — жираф Мелман[231]
- 2016 — «Angry Birds в кино» — Ред[232]

## Карьера режиссёра цирка
- 1990 — программа «Милиция — полиция» в Цирке на Цветном бульваре[233].

## Карьера театрального актёра
- 2000 — спектакль Тиграна Кеосаяна «Новый» в театре «Содружество актёров Таганки» — диссидент Гек[234][235].
- 2003 — «День выборов» — спектакль «Квартета И» и группы «Несчастный случай» — Игорь Владимирович Цаплин, кандидат в губернаторы[236].
- 2005 — спектакль «По По» по произведениям Эдгара По, совместно с Евгением Гришковцом[237].

## Рекламные контракты
- В 1990-х годах участвовал в съёмках рекламных роликов «Хопёр-Инвест»[238] и с/п «Русская Америка»[239].
- В 2009 году вместе с Иваном Ургантом выступал лицом рекламного каталога «Avon»[240][241].
- Весной 2011 года являлся лицом рекламной кампании банка «ВТБ 24»[242].

## Награды
- Премия «Профи».
- Премия «Звезда».
- 1993 год — премия фестиваля «Песня года» за авторство стихов и музыки песни «Ой, ой, ой».
- 1995 год — премия фестиваля «Песня года» за авторство стихов и музыки песни «Догги».
- 1996 год — премия фестиваля «Песня года» за авторство стихов песни «Зараза», премия «Золотой граммофон» за песню «Зараза».
- 1997 год — премия «Золотой граммофон» за песню «Я обиделась»; премия «Овация» в номинации «Ведущий телевизионной музыкальной/зрелищной передачи» за программу «Доброе утро, страна!»[243].
- 1998 год — премия «Золотой граммофон» за песню «Ту ту ту».
- 2004 год — премия «Лавр» в номинации «Лучший документальный сериал, цикл документальных программ» за проект «„Тату“ в Поднебесной»[244].
- 2005 год — премия «ТЭФИ 2005» в номинации «Информационно-развлекательная программа» за проект «Истории в деталях».
- 2006 год — три премии «ТЭФИ 2006»: в номинации «Информационно-развлекательная программа» за проект «Истории в деталях», в номинации «Музыкальная программа» за проект «По волне моей памяти» и в номинации «Специальный проект» за фильм «Ночь в стиле детства».
- 2007 год — премия «ТЭФИ 2007» в номинации «Информационно-развлекательная программа» за проект «Истории в деталях».
- 2008 год — премия «Первого канала» в номинации «Дебют года» за программу «Большая разница»[245].
- 2009 год — премия «ТЭФИ 2009» в номинации «Юмористическая программа» за проект «Большая разница».
- 2010 год — четыре премии «ТЭФИ 2010»: в номинациях «Продюсер телевизионной программы» и «Юмористическая программа» за проект «Большая разница» и в номинациях «Ведущий развлекательной программы» и «Сценарист телевизионной программы» за программу «Прожекторперисхилтон»; премия «Google Trend 2009» в номинации «Телепередача года» за программу «Большая разница»[246]; премия «Телетриумф» в номинации «Юмористическая программа» за проект «Большая разница (Украина)[укр.]»;[247] премия «Телезвезда» в номинации «За самый остроумный взгляд на современное украинское телевидение» за программу «Большая разница (Украина)»[248].
- 2011 год — премия «Жорж» в номинации «Лучшая российская комедия» за фильм «О чём говорят мужчины»; премия «Телетриумф» в номинации «Юмористическая программа» за проект «Большая разница (Украина)»[249].
- 2012 год — две премии «ТЭФИ 2011»: в номинации «Развлекательная программа. Образ жизни» за телеверсию фестиваля «Большая разница в Одессе» и в номинации «Ведущий развлекательной программы» за программу «Прожекторперисхилтон»; премия «Жорж» в номинации «Российская комедия года» за фильм «О чём ещё говорят мужчины».
- 2013 год — премия Ассоциации продюсеров кино и телевидения в номинации «Лучший телевизионный мини-сериал (5-16 серий)» за сериал «Обратная сторона Луны».
- 2014 год — премия Международного фестиваля спортивного кино и телевидения в Самаре в номинации «Лучший российский художественный фильм о спорте» за фильм «В спорте только девушки»,[250] премия Международного фестиваля спортивного кино и телевидения в Милане в номинации «Лучший иностранный художественный фильм о спорте» за фильм «В спорте только девушки»[251].
- 2015 год — премия Ассоциации продюсеров кино и телевидения в номинации «Лучший телевизионный мини-сериал (5-24 серии)» за сериал «Мажор»; премия «Жорж» в номинации «Российский сериал года (драма)» за сериал «Мажор»; премия Международного кинофестиваля в Портсмуте в номинации «Лучший фильм» за картину «Саранча»[252].
- 2016 год — две премии «ТЭФИ 2016»: в номинации «Телевизионный продюсер сезона» за сериалы «Метод», «Саранча», «Клим» и «Лучше не бывает» и в номинации «Телевизионный фильм/сериал» за сериал «Метод»; премия «Жорж» в номинации «Российский сериал года (драма)» за сериал «Метод»; премия Нью-Йоркского кинофестиваля в номинации «Криминальная драма» за сериал «Метод»[253]; платиновая награда Хьюстонского международного кинофестиваля за сериал «Метод»;[254] специальный приз общины Габрово на Международном кинофестивале комедийного фильма «Смешен Филм Фест» за фильм «В спорте только девушки»[255].
- 2017 год — премия «Золотой орёл 2017» в номинации «Лучший телефильм или мини-сериал (до 10 серий)» за сериал «Клим»; 2 премии Ассоциации продюсеров кино и телевидения в номинации «Лучший телевизионный мини-сериал (5-24 серии)» за сериал «Мажор» и в номинации «За достижения на зарубежном рынке»; премия фестиваля «Accolade Global Film Competition» в номинации «Award of Excellence» за выдающийся кинематографический уровень сериала «Гоголь»;[256] премия фестиваля «The Indie Gathering International Film Festival» в номинации «TV pilot — foreign» (за лучший зарубежный пилот телевизионного сериала) за сериал «Гоголь»[257].
- 2018 год — две премии «ТЭФИ 2018» в номинации «Телевизионный фильм/сериал» за сериал «Троцкий» и в номинации «Событие телевизионного сезона» за фильм «Гоголь. Начало», 2 премии Ассоциации продюсеров кино и телевидения в номинациях «Лучший телевизионный мини-сериал (5-24 серии)» за сериал «Троцкий» и «За успешный кинопрокат телесериала» за фильм «Гоголь. Начало», премия фестиваля телесериалов «Пилот» в номинации «Лучший продюсер»[258] за сериал «Алиби»[259].
- 2019 год — премия «Золотой орёл 2019» в номинации «Лучший телефильм или мини-сериал (до 10 серий)» за сериал «Sпарта».
- 2020 год — премия агентства InterMedia в номинации «Сериал года» за сериал «Проект „Анна Николаевна“»[260].
- 2021 год — премия «Золотой орёл 2021» в номинации «Лучший телевизионный сериал (более 10 серий)» за сериал «Триггер», серебряная награда Нью-Йоркского кинофестиваля в номинации «Лучший ТВ / веб-сериал» за сериал «Коса»[261][262], специальный приз от издания The Digital Reporter на фестивале Realist Web Fest[263] и премия Берлинского веб-фестиваля в номинации «Лучшая комедия» за сериал «Секреты семейной жизни»[264], премия агрегатора «Кино Mail.ru» в номинации «Лучший российский сериал» за сериал «Хрустальный»[265].
- 2022 год — Национальная премия в области веб-индустрии в номинации «Лучший интернет-сериал, выбор прессы (хронометраж эпизода менее 24 минут)» за сериал «Секреты семейной жизни»[266], премия «Русский детектив» в номинации «Лучший отечественный многосерийный фильм в жанре детектив» за сериал «Хрустальный»[267], премия журнала «КиноРепортёр» «Событие года» в номинации «Сериал года» за сериал «Нулевой пациент»[268].
- 2023 год — премия «Золотой орёл 2023» в номинации «Лучший телевизионный сериал» за сериал «Алиби»[269], 2 приза зрительских симпатий на премии «Большая цифра» в номинации «Художественный фильм» за картину «Мажор в Сочи» и в номинации «Оригинальные сериалы собственного производства. Драмы/мелодрамы» за сериал «Нулевой пациент»[270], 2 премии Ассоциации продюсеров кино и телевидения в номинации «Лучший сериал (5–24 серии) [2021]» за сериал «Хрустальный» и в номинации «Лучший онлайн-сериал (6–12 серий)» за сериал «Нулевой пациент»[271], Национальная премия интернет-контента в номинации «Лучший сериал» за сериал «Нулевой пациент»[272], премия «ТЭФИ 2023» в номинации «Драматический сериал» за сериал «Триггер».
- 2024 год — премия «Большая цифра» в номинации «Комедии/ситкомы» за сериал «Лада Голд»[273], премия фестиваля онлайн-кинотеатров «Новый сезон» в номинации «Самый ожидаемый сериал» за сериал «Аутсорс»[274], премия журнала «Сноб» «Сделано в России — 2024» в номинации «Кино, сериалы, анимация» за сериал «Трасса»[275], премия журнала «Hello!» в номинации «Сериал года» за сериал «Трасса»[276], премия кинопортала «Кино-театр.ру» в номинации «Выбор критиков» за сериал «Трасса»[277].
- 2025 год — премия «Золотой орёл 2025» в номинации «Лучший сериал онлайн-платформ» за сериал «Трасса»[278], премия «Большая цифра» в номинации «Оригинальные сериалы собственного производства. Детективы/триллеры» за сериал «Трасса»[279], премия «Men Today Trends/Кино» в номинации «Лучший сериал» за сериал «Трасса»[280], премия Ассоциации продюсеров кино и телевидения в номинации «Лучший онлайн-сериал (7 и более серий)» за сериал «Трасса»[281].

### Комментарии
1. ↑  Съёмки программы проходили в 2008 году совместно со студией «Позитив ТВ» по заказу телеканала «РЕН ТВ» (о чём свидетельствуют финальные титры не вышедшего в эфир пилотного выпуска Архивная копия от 17 мая 2019 на Wayback Machine), однако телепремьера состоялась в декабре 2010 года на «Пятом канале».